# 2020年のインディカー・シリーズ
2020年のNTT・インディカー・シリーズ (2020 NTT IndyCar Series) は、インディカー・シリーズの25年目のシーズンとなった。第104回インディアナポリス500マイルレースはシリーズ7戦目として8月23日に開催され、佐藤琢磨が優勝した。
スコット・ディクソンがドライバーズタイトルを、ホンダは3年連続でマニファクチャラーズタイトルを獲得した。ルーキー・オブ・ザ・イヤーはリヌス・ヴィーケイが獲得した。今シーズンはペンスキーが2019年にシリーズを買収してから初めてのシーズンとなる。

## シリーズのニュース
- 2019年5月24日、インディカー・シリーズは2020年シーズン以降、F1で使用されるハローとエアロスクリーンを組み合わせたコックピット保護を導入すると発表した。コックピット保護は、ダラーラとの共同作業でレッドブル・アドバンスド・テクノロジーによって開発された。エアロスクリーンとハローの組み合わせは、ドライバーの頭から破片をそらすことによって安全基準を改善するように設計されており、そのアプリケーションは他のオープンホイール選手権に拡大される前に、もともとF1とインディカーで使用するために開発された[1]。

- 2019年11月3日、チーム・ペンスキーのオーナーであるロジャー・ペンスキーがインディアナポリス・モーター・スピードウェイとIndyCarをレーシングリーグとして買収したことが発表された。ペンスキーはまた、フルタイムのレースストラテジストを辞任すると発表した[2]。2020年1月6日、IndyCarは買収が正式に完了したことを発表した。ペンスキーはインディアナポリス・モーター・スピードウェイの歴史上で正式に4代目の所有者になった。これは1945年にスピードウェイの所有権が変わって以来のこととなる[3]。

## 参戦チーム・ドライバー
以下のチームとドライバーが2020年シーズンを戦う。全チームがシャシーはユニバーサルエアロキットを装着したダラーラ・IR18、タイヤはファイアストンを使用する。
| チーム                                                                                        | エンジン | No. | ドライバー                       | 出場ラウンド  |
| --------------------------------------------------------------------------------------------- | -------- | --- | -------------------------------- | ------------- |
| A.J.フォイト・エンタープライズ                                                                | シボレー | 4   | チャーリー・キンボール           | 全戦          |
| A.J.フォイト・エンタープライズ                                                                | シボレー | 14  | トニー・カナーン                 | 1, 5-9        |
| A.J.フォイト・エンタープライズ                                                                | シボレー | 14  | セバスチャン・ボーデ             | 12-14         |
| A.J.フォイト・エンタープライズ                                                                | シボレー | 14  | ダルトン・ケレット R             | 2-4, 10-11    |
| A.J.フォイト・エンタープライズ                                                                | シボレー | 41  | ダルトン・ケレット R             | 7, 12-13      |
| アンドレッティ・オートスポーツ                                                                | ホンダ   | 26  | ザック・ビーチ                   | 1-11          |
| アンドレッティ・オートスポーツ                                                                | ホンダ   | 26  | ジェームズ・ヒンチクリフ         | 12-14         |
| アンドレッティ・オートスポーツ                                                                | ホンダ   | 27  | アレクサンダー・ロッシ           | 全戦          |
| アンドレッティ・オートスポーツ                                                                | ホンダ   | 28  | ライアン・ハンター＝レイ         | 全戦          |
| アンドレッティ・オートスポーツ                                                                | ホンダ   | 29  | ジェームズ・ヒンチクリフ         | 1-2, 7        |
| アンドレッティ・ハーディング・スタインブレナー・オートスポーツ                                | ホンダ   | 88  | コルトン・ハータ                 | 全戦          |
| アンドレッティ・ハータ・オートスポーツ ウィズ マルコ・アンドレッティ & カーブ・アガジャニアン | ホンダ   | 98  | マルコ・アンドレッティ           | 全戦          |
| アロー・マクラーレンSP                                                                        | シボレー | 5   | パトリシオ・オワード             | 全戦          |
| アロー・マクラーレンSP                                                                        | シボレー | 7   | オリバー・アスキュー R           | 1-11, 14      |
| アロー・マクラーレンSP                                                                        | シボレー | 7   | エリオ・カストロネベス           | 12-13         |
| アロー・マクラーレンSP                                                                        | シボレー | 66  | フェルナンド・アロンソ R         | 7             |
| カーリン                                                                                      | シボレー | 59  | コナー・デイリー                 | 1, 5-6, 8-9   |
| カーリン                                                                                      | シボレー | 59  | マックス・チルトン               | 2-4, 7, 10-14 |
| チップ・ガナッシ・レーシング                                                                  | ホンダ   | 8   | マーカス・エリクソン             | 全戦          |
| チップ・ガナッシ・レーシング                                                                  | ホンダ   | 9   | スコット・ディクソン             | 全戦          |
| チップ・ガナッシ・レーシング                                                                  | ホンダ   | 10  | フェリックス・ローゼンクヴィスト | 全戦          |
| デイル・コイン・レーシング ウィズ リック・ウェア・レーシング & バード ベラルディ              | ホンダ   | 51  | ジェームス・ディヴィソン R       | 7             |
| デイル・コイン・レーシング ウィズ チームゴウ                                                  | ホンダ   | 55  | アレックス・パロウ R             | 全戦          |
| デイル・コイン・レーシング ウィズ バッサー-サリバン                                           | ホンダ   | 18  | サンティノ・フェルッチ           | 全戦          |
| ドラゴンスピード                                                                              | シボレー | 81  | ベン・ハンリー R                 | 7             |
| ドレイヤー & レインボールド・レーシング                                                       | シボレー | 24  | セージ・カラム                   | 2, 7, 12-13   |
| ドレイヤー & レインボールド・レーシング                                                       | シボレー | 67  | J.R.ヒルデブランド               | 7             |
| エド・カーペンター・レーシング                                                                | シボレー | 20  | エド・カーペンター               | 1, 5-9        |
| エド・カーペンター・レーシング                                                                | シボレー | 20  | コナー・デイリー                 | 2-4, 10-14    |
| エド・カーペンター・レーシング                                                                | シボレー | 21  | リヌス・ヴィーケイ R             | 全戦          |
| エド・カーペンター・レーシング                                                                | シボレー | 47  | コナー・デイリー                 | 7             |
| メイヤー・シャンク・レーシング                                                                | ホンダ   | 60  | ジャック・ハーベイ               | 全戦          |
| レイホール・レターマン・ラニガン・レーシング                                                  | ホンダ   | 15  | グラハム・レイホール             | 全戦          |
| レイホール・レターマン・ラニガン・レーシング                                                  | ホンダ   | 30  | 佐藤琢磨                         | 全戦          |
| レイホール・レターマン・ラニガン・レーシング ウィズ シトロン/ブール・オートスポーツ           | ホンダ   | 45  | スペンサー・ピゴット             | 2, 7          |
| チーム・ペンスキー                                                                            | シボレー | 1   | ジョセフ・ニューガーデン         | 全戦          |
| チーム・ペンスキー                                                                            | シボレー | 3   | エリオ・カストロネベス           | 7             |
| チーム・ペンスキー                                                                            | シボレー | 3   | スコット・マクラフリン R         | 14            |
| チーム・ペンスキー                                                                            | シボレー | 12  | ウィル・パワー                   | 全戦          |
| チーム・ペンスキー                                                                            | シボレー | 22  | サイモン・パジェノ               | 全戦          |

### チームの変更
- F1チームのマクラーレン・レーシングは、2019年8月1日にアロー・シュミット・ピーターソン・モータースポーツと提携してアロー・マクラーレン・レーシングSPの名称で2020年にシリーズに参加すると発表した[15]。チームは2台体制でフルタイムのエントリーを提出する[49]。マクラーレンとのパートナーシップの結果、チームは2019年8月9日に発表したように、シボレーがエンジンをシュミット・ピーターソン・モータースポーツチームに供給することを許可するために、ホンダとのエンジンパートナー契約を終了することに正式に合意した[15]。2019年10月25日、チームは新しいロゴを発表し、名称をアロー・マクラーレンSPとして確認した[50]。
- 2019年9月21日、アンドレッティ・オートスポーツはアンドレッティ・ハーディング・スタインブレナー・オートスポーツの名称でコルトン・ハータがドライブする5台目のエントリーを発表した。ハータは以前は独立したチームのマイク・ハーディングとジョージ・マイケル・スタインブレナーIVが提携するハーディング・スタインブレナー・レーシングからエントリーしていた[51]。
- 2019年11月8日、メイヤー・シャンク・レーシングは、2017年、2018年、2019年にパートタイムで参戦した後、2020年はジャック・ハーベイとのフルタイムプログラムに拡大すると発表した。チームはホンダとのエンジン供給契約を維持し、シュミット・ピーターソン・モータースポーツとの2年間の提携の後、アンドレッティ・テクノロジーズとの技術提携契約を結んだ[52]。
- 2019年12月19日、デイル・コイン・レーシングは、2004年のル・マン24時間レースの優勝者であるチーム郷とのパートナーシップを発表し、アレックス・パロウを起用してフルシーズン参戦する[24]。
- 2019年12月24日、ドラゴンスピードは、第104回インディアナポリス500を含む2020年の6レースのスケジュールを発表した。2019年のドライバー、ベン・ハンリーは以前に復帰するように言われていたが[53]、12月の発表ではドライバーは確認されなかった[26]。2020年1月13日、ハンリーは開幕ラウンドのセントピーターズバーグでドラゴンスピードから出走することが発表された[54]。2020年5月20日、Motorsport.comのデヴィッド・マルシャー＝ロペスは、ドラゴンスピードがシーズンのスケジュールをインディアナポリス500でスタートするように修正し、ヨーロピアン・ル・マン・シリーズとウェザーテック・スポーツカー選手権の同時開催に応じてレースを追加すると報告した[55]。
- 2020年1月7日、ドレイヤー & レインボールド・レーシングは、2020年に4レースプログラムに拡大することをRACER誌に明らかにした。チームオーナーのデニス・ラインボルトは、セージ・カラムが2020年にチームに復帰することを発表したが、どのラウンドの何戦に出場するかは明らかにしなかった[28]。2020年1月10日、インディスター紙とのインタビューでラインボルトは、カラムがセントピーターズバーグ、インディアナポリス、トロントでのラウンドに出場することを明らかにした[30]。
- 2020年2月21日、ニックとロバート・シトロン、トムとロビー・ブールのパートナーシップであるシトロン/ブール・オートスポーツは、既存のチームと提携してGMRグランプリでインディカー・シリーズに参加し、2020年のインディ500出場権を獲得する意向を発表した。2020年2月27日、レイホール・レターマン・ラニガン・レーシングはシトロン/ブール・オートスポーツとの提携を発表し、スペンサー・ピゴットがGMRグランプリとインディアナポリス500へエントリーすることを明らかにした[56]。
- 2020年6月2日、カーリンは資金調達問題のため、31番車はテキサスには出場しないと発表した[57]。

### ドライバーの変更
- 2019年10月8日、チップ・ガナッシ・レーシングはマーカス・エリクソンがチームに加わり、アロー・シュミット・ピーターソン・モータースポーツが2020年に復活した8番車をドライブすることを発表した[58]。
- 2019年10月28日、アロー・マクラーレンSPはジェームズ・ヒンチクリフとの契約を解除し、2019年のインディ・ライツチャンピオンのオリバー・アスキューと、元カーリンのドライバーで2018年のインディ・ライツチャンピオンのパトリシオ・オワードの両名と契約した[16]。
- 2019年11月15日、エド・カーペンター・レーシングはスペンサー・ピゴットが2020年にチームに復帰しないことを発表した[59]。11月20日、ECRはリヌス・ヴィーケイが21番車をフルタイムでドライブするために契約したと発表した[60]。
- 2019年11月22日、セバスチャン・ボーデは新たな資金調達の必要性から、デイル・コイン・レーシング ウィズ バッサー・サリバンに戻らないことが発表された[61]。同日、ボーデはインディカー・シリーズから撤退し、2020年はJDC-ミラー・モータースポーツからウェザーテック・スポーツカー選手権に参戦することを明らかにした[62]。2020年1月23日、チームは2019年に19番車をドライブしたサンティノ・フェルッチが、ボーデに代わってバッサー・サリバンがサポートする18番車をドライブすると発表した[25]。
- 2019年12月9日、エド・カーペンター・レーシングはコナー・デイリーがアメリカ空軍のスポンサーを受けて20番車をドライブし、ロードおよびストリートサーキットレースに参戦、加えてインディ500にチーム3台目のエントリーを行うと発表した[35]。デイリーは2020年のドイツツーリングカー選手権にアウディ・スポーツチームWRTから出場するエド・ジョーンズの後任となる[63]。デイリーはまた、2019年にオーバルレースから引退したマックス・チルトンに代わって、カーリンの59番車で他の5つのオーバルイベントに出場する[64]。
- 2020年1月22日、A.J.フォイト・エンタープライズはチャーリー・キンボールを4番車のエントリーのドライバーに指名し、2019年にカーリンでパートタイム参戦した後、フルタイム参戦に復帰したことを明らかにした[4]。
- 2020年1月29日、トニー・カナーンは2020年がインディカーのプライマリードライバーとしての最後のシーズンになると発表した。彼はA.J.フォイト・エンタープライズから14番車で6つのオーバルイベントに参加する[5]。2020年2月4日、A.J.フォイト・エンタープライズはロードおよびストリートコースで14番車をドライブするドライバーがセバスチャン・ボーデとダルトン・ケレットであることを明らかにした。ケレットはまた、インディ500でのチーム3台目のエントリーを担当する[65]。
- 2020年2月5日、チーム・ペンスキーは2019年のスーパーカー選手権チャンピオンのスコット・マクラフリン（当時ペンスキーが共同所有していたDJR・チーム・ペンスキーのドライバー）がインディアナポリスのロードレース、GMRグランプリでインディカーデビューすることを明らかにした。2018年と2019年にインディアナポリス戦で4台目のペンスキー車をドライブしたエリオ・カストロネベスは2020年のインディ500でのみペンスキーに加わる[66]。2020年3月27日、レースのスケジュールが変更されたため、マクラフリンのGMRグランプリでのインディカーデビューは無くなった[67]。9月17日、マクラフリンはセントピーターズバーグでのシーズン最終戦でデビューすることが確認された[47]。
- 2020年2月19日、アンドレッティ・オートスポーツはジェネシスのスポンサーによりジェームズ・ヒンチクリフがチームの29番車で3つのイベントに出場することを発表した。彼はGMRグランプリ、インディ500、ジェネシス600に出場する[12]。
- 2020年2月25日、2019年にマクラーレン・レーシングでインディ500に出場しようとしたフェルナンド・アロンソは、アロー・マクラーレンSPから2020年のインディ500に出場することを発表した[18]。
- 2020年3月10日、カーリンは、2020年のウェザーテック・スポーツカー選手権にウェレン・エンジニアリング・レーシングからフル参戦しているフェリペ・ナスルがセントピーターズバーグでインディカーデビューを果たすと発表した[68]。
- 2020年9月23日、アンドレッティ・オートスポーツはザック・ビーチがハーヴェストGPに先んじてチームを去ることを発表した[8]。9月25日、チームはジェームズ・ヒンチクリフがシーズンの残りの期間、26番車を引き継ぐことを発表した[9]。
- 2020年9月24日、アロー・マクラーレンSPはオリバー・アスキューがミッドオハイオ戦の後に、ハーヴェストGPに出場するためのメディカルチェックをクリアできなかったと発表した。チームはその後、エリオ・カストロネベスがハーヴェストGPでアスキューの代役を務めることを発表した[17]。

## 開催スケジュール
17戦からなる2020年シーズンのスケジュールは、2019年9月1日に最初に発表された。2019年シーズンのカレンダーから1つの変更があり、ポコノ・レースウェイがリッチモンド・レースウェイに置き換えられた。リッチモンドは2009年以来のシリーズ復帰となる。新型コロナウィルスのパンデミックの結果、10レースがキャンセルされ（デトロイトのダブルヘッダーを含む）、5レースが再スケジュールされ、5レースが追加された。
シーズン開始が遅れたことにより、多くのインディカードライバーがインディカーiレーシング・チャレンジに参加した。
| Rd.    | 開催日   | レース                                                                                     | サーキット                                                      | 開催地                             |
| ------ | -------- | ------------------------------------------------------------------------------------------ | --------------------------------------------------------------- | ---------------------------------- |
| 1      | 6月6日   | ジェネシス・300                                                                            | O テキサス・モーター・スピードウェイ                            | テキサス州フォートワース           |
| 2      | 7月4日   | GMRグランプリ                                                                              | R インディアナポリス・モーター・スピードウェイ - ロードコース   | インディアナ州スピードウェイ       |
| 3      | 7月11日  | REVグループ・グランプリ プレゼンテッド バイ AMR ダブルヘッダー                             | R ロード・アメリカ                                              | ウィスコンシン州エルクハートレイク |
| 4      | 7月12日  | REVグループ・グランプリ プレゼンテッド バイ AMR ダブルヘッダー                             | R ロード・アメリカ                                              | ウィスコンシン州エルクハートレイク |
| 5      | 7月17日  | アイオワ・インディカー250s                                                                 | O アイオワ・スピードウェイ                                      | アイオワ州ニュートン               |
| 6      | 7月18日  | アイオワ・インディカー250s                                                                 | O アイオワ・スピードウェイ                                      | アイオワ州ニュートン               |
| 7      | 8月23日  | 第104回 インディアナポリス500マイルレース プレゼンテッド バイ ゲインブリッジ               | O インディアナポリス・モーター・スピードウェイ - オーバルコース | インディアナ州スピードウェイ       |
| 8      | 8月29日  | ボンマリト・オートモーティヴ・グループ500 プレゼンテッド バイ アクサルタ アンド バルボリン | O ワールドワイド・テクノロジー・レースウェイ                    | イリノイ州マディソン               |
| 9      | 8月30日  | ボンマリト・オートモーティヴ・グループ500 プレゼンテッド バイ アクサルタ アンド バルボリン | O ワールドワイド・テクノロジー・レースウェイ                    | イリノイ州マディソン               |
| 10     | 9月12日  | ホンダ・インディ200 アット ミッドオハイオ                                                  | R ミッドオハイオ・スポーツカーコース                            | オハイオ州レキシントン             |
| 11     | 9月13日  | ホンダ・インディ200 アット ミッドオハイオ                                                  | R ミッドオハイオ・スポーツカーコース                            | オハイオ州レキシントン             |
| 12     | 10月2日  | インディカー・ハーヴェストGP                                                               | R インディアナポリス・モーター・スピードウェイ - ロードコース   | インディアナ州スピードウェイ       |
| 13     | 10月3日  | インディカー・ハーヴェストGP                                                               | R インディアナポリス・モーター・スピードウェイ - ロードコース   | インディアナ州スピードウェイ       |
| 14     | 10月25日 | ファイアストン・グランプリ・オブ・セントピーターズバーグ                                   | R セントピーターズバーグ市街地コース                            | フロリダ州セントピーターズバーグ   |
| 参照： |          |                                                                                            |                                                                 |                                    |

### 新型コロナウィルスによるスケジュールの変更
北米での新型コロナウィルス感染症の流行およびその後の外出規制や催し物に対する規制（世界中のスポーツに影響を与えた）により、インディカー・シリーズのシーズンは少なくとも6月に延期され、いくつかのレースはキャンセルされることとなった。
2020年3月12日、IndyCarはセントピーターズバーグの開幕戦を無観客で開催することを発表した。しかし翌13日になると、大規模集会規制の拡大と健康上のリスクを理由に開幕戦および4月までのすべてのレースのキャンセルを発表した。シリーズはIMSがシーズンを開始した1957年以来初めて「"Month of May"」のインディアナポリスでの2つのレースから開始する意図を発表した。
3月26日、IndyCarはGMRグランプリとインディアナポリス500をそれぞれ7月4日と8月23日に延期すると発表した（前者はNASCARのブリックヤード400のレースウィークエンドに加えられた）。どちらのイベントも5月以外に開催されるのは初めてとなる。デトロイト・グランプリは開幕戦の役割を果たし、セントピーターズバーグが復活する可能性があると発表された。
4月6日、IndyCarはデトロイト・グランプリのキャンセルを発表し、主催者はミシガン州の外出禁止令やベル・アイルで予定されているその他のイベントを引用して、イベントの準備やスケジュール変更を不可能にした。IndyCarはまた、他のキャンセルされたレースを補うためにアイオワ300とモントレー・グランプリをダブルヘッダーの週末に変更することを発表し、インターコンチネンタルGTチャレンジ耐久レースの一部として10月3日に3回目のインディアナポリスでのレースを追加した。
5月7日、シーズンはテキサス・モーター・スピードウェイで1日のイベント形式、無観客で始まることが発表された。当初248周または約600キロメートル (370マイル)で予定されていたレースは、200周または約300マイル (480キロメートル)に短縮された。これに加えて、新型コロナウィルス感染症の流行に関連する広範な社会的距離プロトコルがチームスタッフ向けに発表され、個人用保護具（PPE）の使用に関する規定も発表された。5月27日、2019年のDXCテクノロジー600での未使用タイヤがレースウィークエンドに使用されたため、ジェネシス300でのタイヤスティントは最大35周に制限されることが発表された。これは以前、2017年のレインガード・ウォーターシーラー600の終盤3分の1の間に発生し、競技に注意して最大30周が実施された。
5月13日、IndyCarはセントピーターズバーグでのファイアストン・グランプリが10月25日のシーズン最終戦として開催されることを発表した。このレースはシリーズにとって2020年の唯一のストリートコースレースになる。
5月15日、ホンダ・インディ・トロントのプロモーターは、7月12日に予定されていたレースを延期すると発表した。
5月21日、IndyCarはスケジュールの更なる変更を発表した。ロード・アメリカでのラウンドは7月に移され、ダブルヘッダーの週末となり、以前に延期されていたトロントのレースはキャンセルされ、リッチモンドラウンドもキャンセルされた。
6月4日、インディアナポリス・モーター・スピードウェイは、GMRグランプリを含むビッグマシーン・ウォッカ400 NASCARの週末のすべてのイベントが、室内で開催されることを発表した。
7月15日、IndyCarはアイオワ・インディカー250の新しい予選フォーマットを発表した。1周目はレース1のドライバーのスターティンググリッドを設定し、2周目はレース2のドライバーのグリッドを設定する。
7月22日、インディアナポリス・モーター・スピードウェイは、ファンの収容数を全体の50％から全体の25％にさらに削減すると発表した。彼らはまた、マスクの着用に関してファンのための厳格な方針を発表した。
7月27日、ポートランドラウンドとラグナセカでのダブルヘッダーラウンドはキャンセルされた。スケジュールのギャップを埋めるために、ミッドオハイオ、ゲートウェイ、およびインディアナポリス・ロードコースでのハーベストGPは、ダブルヘッダーに変更された。ダブルヘッダーロードコース予選フォーマットは、ミッドオハイオとインディアナポリスで再び利用されることが発表されたが、アイオワで使用されたダブルヘッダーオーバル予選フォーマットはゲートウェイでも使用される。
8月1日、IndyCarの関係者、ミッドオハイオのコース関係者、およびミッドオハイオでのレースのプロモーターは、オハイオ州での新型コロナウィルス感染症例の増加により、ミッドオハイオでのダブルヘッダーがシーズン後半に延期されると発表した。9月5日、シリーズはレースが9月12日、13日にダブルヘッダーイベントとして開催されることを発表した。
8月4日、インディカーシリーズの関係者とインディアナポリス・モーター・スピードウェイの関係者は、新型コロナウィルス感染症患者の急増により、2020年のインディアナ500は無観客で開催されると発表した。

#### キャンセルされたイベント
| 4月5日  | ホンダ・インディ・グランプリ・オブ・アラバマ                                  | R バーバー・モータースポーツ・パーク             | アラバマ州バーミングハム     |
| 4月19日 | アキュラ・グランプリ・オブ・ロングビーチ                                      | R ロングビーチ市街地コース                       | カリフォルニア州ロングビーチ |
| 4月26日 | オートネイション・インディカー・チャレンジ                                    | R サーキット・オブ・ジ・アメリカズ               | テキサス州オースティン       |
| 5月30日 | シボレー・デトロイト・グランプリ プレゼンテッド バイ リアー・コーポレーション | R ベル・アイル・パーク市街地コース               | ミシガン州デトロイト         |
| 5月31日 | シボレー・デトロイト・グランプリ プレゼンテッド バイ リアー・コーポレーション | R ベル・アイル・パーク市街地コース               | ミシガン州デトロイト         |
| 6月27日 | インディ・リッチモンド 300                                                    | O リッチモンド・レースウェイ                     | バージニア州リッチモンド     |
| 7月12日 | ホンダ・インディ・トロント                                                    | R エキシビション・プレイス市街地コース           | オンタリオ州トロント         |
| 9月13日 | グランプリ・オブ・ポートランド                                                | R ポートランド・インターナショナル・レースウェイ | オレゴン州ポートランド       |
| 9月19日 | ファイアストン・グランプリ・オブ・モントレー                                  | R ウェザーテック・レースウェイ・ラグナ・セカ     | カリフォルニア州モントレー   |
| 9月20日 | ファイアストン・グランプリ・オブ・モントレー                                  | R ウェザーテック・レースウェイ・ラグナ・セカ     | カリフォルニア州モントレー   |
| 参照：  |                                                                               |                                                  |                              |

## レース結果
| Rd. | レース                 | ポールポジション         | ファステストラップ               | 最多ラップリード         | 優勝                             | 優勝                                                           | 優勝               | レポート |
| Rd. | レース                 | ポールポジション         | ファステストラップ               | 最多ラップリード         | ドライバー                       | チーム                                                         | マニファクチャラー | レポート |
| --- | ---------------------- | ------------------------ | -------------------------------- | ------------------------ | -------------------------------- | -------------------------------------------------------------- | ------------------ | -------- |
| 1   | テキサス               | ジョセフ・ニューガーデン | フェリックス・ローゼンクヴィスト | スコット・ディクソン     | スコット・ディクソン             | チップ・ガナッシ・レーシング                                   | ホンダ             | 詳細     |
| 2   | インディアナポリス GP  | ウィル・パワー           | スコット・ディクソン             | ウィル・パワー           | スコット・ディクソン             | チップ・ガナッシ・レーシング                                   | ホンダ             | 詳細     |
| 3   | ロード・アメリカ 1     | ジョセフ・ニューガーデン | マルコ・アンドレッティ           | ジョセフ・ニューガーデン | スコット・ディクソン             | チップ・ガナッシ・レーシング                                   | ホンダ             | 詳細     |
| 4   | ロード・アメリカ 2     | パトリシオ・オワード     | フェリックス・ローゼンクヴィスト | パトリシオ・オワード     | フェリックス・ローゼンクヴィスト | チップ・ガナッシ・レーシング                                   | ホンダ             | 詳細     |
| 5   | アイオワ 1             | コナー・デイリー         | コナー・デイリー                 | サイモン・パジェノ       | サイモン・パジェノ               | チーム・ペンスキー                                             | シボレー           | 詳細     |
| 6   | アイオワ 2             | ジョセフ・ニューガーデン | ジョセフ・ニューガーデン         | ジョセフ・ニューガーデン | ジョセフ・ニューガーデン         | チーム・ペンスキー                                             | シボレー           | 詳細     |
| 7   | インディ500            | マルコ・アンドレッティ   | ジェームズ・ヒンチクリフ         | スコット・ディクソン     | 佐藤琢磨                         | レイホール・レターマン・ラニガン・レーシング                   | ホンダ             | 詳細     |
| 8   | ゲートウェイ 1         | ウィル・パワー           | 佐藤琢磨                         | パトリシオ・オワード     | スコット・ディクソン             | チップ・ガナッシ・レーシング                                   | ホンダ             | 詳細     |
| 9   | ゲートウェイ 2         | 佐藤琢磨                 | アレックス・パロウ               | 佐藤琢磨                 | ジョセフ・ニューガーデン         | チーム・ペンスキー                                             | シボレー           | 詳細     |
| 10  | ミッドオハイオ 1       | ウィル・パワー           | パトリシオ・オワード             | ウィル・パワー           | ウィル・パワー                   | チーム・ペンスキー                                             | シボレー           | 詳細     |
| 11  | ミッドオハイオ 2       | コルトン・ハータ         | スコット・ディクソン             | コルトン・ハータ         | コルトン・ハータ                 | アンドレッティ・ハーディング・スタインブレナー・オートスポーツ | ホンダ             | 詳細     |
| 12  | ハーヴェストGP 1       | リヌス・ヴィーケイ       | リヌス・ヴィーケイ               | ジョセフ・ニューガーデン | ジョセフ・ニューガーデン         | チーム・ペンスキー                                             | シボレー           | 詳細     |
| 13  | ハーヴェストGP 2       | ウィル・パワー           | サイモン・パジェノ               | ウィル・パワー           | ウィル・パワー                   | チーム・ペンスキー                                             | シボレー           | 詳細     |
| 14  | セントピーターズバーグ | ウィル・パワー           | マーカス・エリクソン             | アレクサンダー・ロッシ   | ジョセフ・ニューガーデン         | チーム・ペンスキー                                             | シボレー           | 詳細     |

## ポイントランキング
- ポイントが並んだ場合、勝利数、2位、3位の順で比較され、次に前戦でのフィニッシュ順位、その後、ランダムにドローする[106]。

### ドライバー
- インディ500を除く全てのレースで、ポールシッターは1ポイントが与えられる。インディ500の予選上位9名はポイントが与えられる。ポールポジションが9ポイント、以下降順となる。ダブルヘッダーのレースではそれぞれの予選グループにおけるポールシッターにそれぞれ1ポイントが与えられる
- 少なくとも1レースラップをリードしたドライバーにはそれぞれ1ポイントが与えられる。最多ラップリードドライバーにはさらに2ポイントが与えられる。
- エンジンが最低走行距離に達する前に交換された場合、10ポイントを失う。
- 通常シーズンの最終戦に与えられるダブルポイントは、今シーズンは与えられない。

| 順位 | ドライバー                       | TEX | IMS  | ROA  | ROA | IOW | IOW | INDY | GTW | GTW | MDO | MDO | IMS | IMS | STP  | ポイント |
| ---- | -------------------------------- | --- | ---- | ---- | --- | --- | --- | ---- | --- | --- | --- | --- | --- | --- | ---- | -------- |
| 1    | スコット・ディクソン             | 1L* | 1L   | 1L   | 12  | 2   | 5L  | 22L* | 1L  | 5   | 10  | 10  | 9   | 8   | 3    | 537      |
| 2    | ジョセフ・ニューガーデン         | 3L  | 7L   | 14L* | 9   | 5L  | 1L* | 5    | 12  | 1L  | 2   | 8   | 1L* | 4   | 1L   | 521      |
| 3    | コルトン・ハータ                 | 7   | 4    | 5    | 5   | 20  | 19  | 8L   | 4   | 6L  | 9L  | 1L* | 4L  | 2   | 11L  | 421      |
| 4    | パトリシオ・オワード             | 12  | 8    | 8    | 2L* | 4L  | 12L | 6    | 3L* | 2L  | 11  | 9   | 22  | 5   | 2    | 416      |
| 5    | ウィル・パワー                   | 13  | 20L* | 2L   | 11L | 21  | 2L  | 14L  | 17L | 3L  | 1L* | 7   | 6   | 1L* | 24L  | 396      |
| 6    | グラハム・レイホール             | 17  | 2L   | 7L   | 23  | 12  | 3L  | 38   | 18  | 20  | 4   | 4L  | 7L  | 7   | 9L   | 377      |
| 7    | 佐藤琢磨                         | DNS | 10   | 9    | 8   | 10L | 21  | 13L  | 2L  | 9L* | 17  | 18L | 18  | 14  | 10   | 348      |
| 8    | サイモン・パジェノ               | 2   | 3    | 12   | 13  | 1L* | 4   | 22L  | 19  | 16  | 18  | 6   | 16  | 10  | 6    | 339      |
| 9    | アレクサンダー・ロッシ           | 15  | 25   | 19   | 3   | 6   | 8   | 279L | 22  | 14  | 3L  | 2   | 2   | 3   | 21L* | 317      |
| 10   | ライアン・ハンター＝レイ         | 8   | 13   | 4    | 22  | 16  | 22L | 105  | 7   | 11  | 5   | 3   | 19  | 16  | 5    | 315      |
| 11   | フェリックス・ローゼンクヴィスト | 20  | 15   | 18   | 1L  | 14L | 15  | 12L  | 8L  | 7   | 6   | 22  | 5L  | 11  | 18   | 306      |
| 12   | マーカス・エリクソン             | 19  | 6L   | 10L  | 4   | 9   | 9   | 32   | 5   | 23  | 15  | 5L  | 10  | 15  | 7    | 291      |
| 13   | サンティノ・フェルッチ           | 21  | 9    | 6    | 6   | 13  | 18  | 4L   | 16L | 10  | 14  | 14  | 15L | 12  | 23   | 290      |
| 14   | リヌス・ヴィーケイ RY            | 22  | 5    | 13   | 14  | 19  | 17  | 204  | 6   | 4   | 8   | 11  | 3L  | 17  | 15   | 289      |
| 15   | ジャック・ハーベイ               | 16  | 17L  | 23   | 17  | 7   | 7   | 9    | 11  | 13  | 7   | 12  | 8   | 6   | 19   | 288      |
| 16   | アレックス・パロウ R             | 23  | 19   | 3    | 7   | 11  | 14  | 287  | 15  | 12  | 12  | 23  | 17  | 9   | 13L  | 238      |
| 17   | コナー・デイリー                 | 6   | 12   | 21   | 18  | 8L  | 13L | 29   | 10  | 8   | 13  | 16  | 12  | 20  | 17   | 237      |
| 18   | チャーリー・キンボール           | 11  | 18   | 11   | 10  | 17  | 16  | 18   | 13  | 18  | 21  | 19  | 13  | 23  | 8    | 218      |
| 19   | オリバー・アスキュー R           | 9   | 26   | 15   | 21  | 3   | 6L  | 30L  | 14  | 17  | 19  | 15  |     |     | 16   | 195      |
| 20   | マルコ・アンドレッティ           | 14  | 22   | 22   | 19  | 22  | 10  | 131  | 23  | 15  | 23  | 20  | 25  | 22  | 20   | 176      |
| 21   | ザック・ビーチ                   | 4L  | 14L  | 16   | 16  | 23  | 20  | 15L  | 21  | 22  | 20  | 17  |     |     |      | 166      |
| 22   | マックス・チルトン               |     | 16   | 17   | 15  |     |     | 17   |     |     | 16  | 13  | 11  | 19  | 12   | 147      |
| 23   | ジェームズ・ヒンチクリフ         | 18  | 11   |      |     |     |     | 76L  |     |     |     |     | 14  | 13  | 14L  | 138      |
| 24   | トニー・カナーン                 | 10  |      |      |     | 18  | 11  | 19   | 9   | 19  |     |     |     |     |      | 106      |
| 25   | エド・カーペンター               | 5   |      |      |     | 15  | 23  | 26   | 20  | 21  |     |     |     |     |      | 81       |
| 26   | ダルトン・ケレット R             |     | 21   | 20   | 20  |     |     | 31   |     |     | 22  | 21  | 24  | 25  |      | 67       |
| 27   | エリオ・カストロネベス           |     |      |      |     |     |     | 11   |     |     |     |     | 20  | 21  |      | 57       |
| 28   | セバスチャン・ボーデ             |     |      |      |     |     |     |      |     |     |     |     | 21  | 18  | 4    | 53       |
| 29   | セージ・カラム                   |     | 23   |      |     |     |     | 24   |     |     |     |     | 23  | 24  |      | 32       |
| 30   | J.R.ヒルデブランド               |     |      |      |     |     |     | 16   |     |     |     |     |     |     |      | 28       |
| 31   | フェルナンド・アロンソ R         |     |      |      |     |     |     | 21   |     |     |     |     |     |     |      | 18       |
| 32   | スペンサー・ピゴット             |     | 24L  |      |     |     |     | 25   |     |     |     |     |     |     |      | 17       |
| 33   | ベン・ハンリー R                 |     |      |      |     |     |     | 23   |     |     |     |     |     |     |      | 14       |
| 34   | ジェームス・ディヴィソン R       |     |      |      |     |     |     | 33   |     |     |     |     |     |     |      | 10       |
| 35   | スコット・マクラフリン R         |     |      |      |     |     |     |      |     |     |     |     |     |     | 22   | 8        |
| 順位 | ドライバー                       | TEX | IMS  | ROA  | ROA | IOW | IOW | INDY | GTW | GTW | MDO | MDO | IMS | IMS | STP  | ポイント |

| 色     | 結果               |
| ------ | ------------------ |
| 金色   | 優勝               |
| 銀色   | 2位                |
| 銅色   | 3位                |
| 緑     | 4位・5位           |
| 水色   | 6位-10位           |
| 青灰色 | 完走 （11位以下）  |
| 紫     | 完走せず           |
| 赤     | 予選落ち (DNQ)     |
| 茶     | 撤退 (Wth)         |
| 黒     | 失格 (DSQ)         |
| 白     | スタートせず (DNS) |
| 白     | レース中止 (C)     |
| 空欄   | エントリーせず     |

| 注釈など |                                                  |
| 太字     | ポールポジション （1ポイント） インディ500を除く |
| 斜体     | ファステストラップ                               |
| L        | リードラップ （1ポイント）                       |
| *        | 最多リードラップ （2ポイント）                   |
| 1-9      | インディ500 "ファスト・ナイン" ボーナスポイント  |
| c        | 予選キャンセル ボーナスポイント無し              |
| RY       | ルーキー・オブ・ザ・イヤー                       |
| R        | ルーキー                                         |

### マニファクチャラー
- 全てのマニファクチャラーポイント（予選ポイント、レース終了ポイント、レース勝利ボーナスポイントを含む）は、シーズンフル参戦ドライバーのみが獲得でき[N 13]、当初割り当てられたエンジンだけを使用している場合か、以前に使用したすべてのエンジンをマイレージアウトした場合ににのみ獲得できる[N 14]。対象外車両はレースのフィニッシュポイントに使用されたフィニッシュオーダーから削除され[N 15]、ポールポジションや勝利した場合のボーナスポイントも獲得できない[N 16][107]。
- それぞれのレースにおいて、各マニファクチャラーの上位2名のドライバーがポイントを獲得できる。優勝マニファクチャラーは追加ポイントが5点付与される。
- インディ500を除く全てのレースで、ポールシッターのマニファクチャラーに1ポイントが与えられる。インディ500では土曜の予選の最速ドライバーに1ポイントが与えられ、日曜日のポールシッターには2ポイントが与えられる。

| 順位 | マニファクチャラー | TEX | IMS | ROA | ROA | IOWA | IOWA | INDY | GTW | GTW | MDO | MDO | IMS | IMS | STP | ポイント |
| ---- | ------------------ | --- | --- | --- | --- | ---- | ---- | ---- | --- | --- | --- | --- | --- | --- | --- | -------- |
| 1    | ホンダ             | 1   | 1   | 1   | 1   | 2    | 3    | 1    | 1   | 5   | 3   | 1   | 2   | 2   | 3   | 1122     |
| 1    | ホンダ             | 4   | 2   | 3   | 3   | 6    | 5    | 2    | 2   | 6   | 4   | 2   | 4   | 3   | 5   | 1122     |
| 1    | ホンダ             | 87  | 95  | 90  | 90  | 68   | 65   | 98P  | 95  | 59P | 67  | 96P | 72  | 75  | 65  | 1122     |
| 2    | シボレー           | 2   | 3   | 2   | 2   | 1    | 1    | 5    | 3   | 1   | 1   | 6   | 1   | 1   | 1   | 1099     |
| 2    | シボレー           | 3   | 5   | 8   | 9   | 3    | 2    | 6    | 6   | 2   | 2   | 7   | 3   | 4   | 2   | 1099     |
| 2    | シボレー           | 76P | 66P | 65P | 63P | 91P  | 96P  | 58   | 64P | 95  | 96P | 54  | 91P | 88P | 96P | 1099     |

| マニュファクチャラー別のレース結果 | マニュファクチャラー別のレース結果 | マニュファクチャラー別のレース結果 | マニュファクチャラー別のレース結果 | マニュファクチャラー別のレース結果 | マニュファクチャラー別のレース結果 | マニュファクチャラー別のレース結果 | マニュファクチャラー別のレース結果 | マニュファクチャラー別のレース結果 | マニュファクチャラー別のレース結果 | マニュファクチャラー別のレース結果 | マニュファクチャラー別のレース結果 | マニュファクチャラー別のレース結果 | マニュファクチャラー別のレース結果 | マニュファクチャラー別のレース結果 |  |
| マシン                             | TEX                                | IMS                                | ROA                                | ROA                                | IOWA                               | IOWA                               | INDY                               | GTW                                | GTW                                | MDO                                | MDO                                | IMS                                | IMS                                | STP                                |  |
| シボレー                           | シボレー                           | シボレー                           | シボレー                           | シボレー                           | シボレー                           | シボレー                           | シボレー                           | シボレー                           | シボレー                           | シボレー                           | シボレー                           | シボレー                           | シボレー                           | シボレー                           |  |
| ---------------------------------- | ---------------------------------- | ---------------------------------- | ---------------------------------- | ---------------------------------- | ---------------------------------- | ---------------------------------- | ---------------------------------- | ---------------------------------- | ---------------------------------- | ---------------------------------- | ---------------------------------- | ---------------------------------- | ---------------------------------- | ---------------------------------- |  |
| #1 ペンスキー                      | 3P                                 | 7                                  | 14P                                | 9                                  | 5                                  | 1P                                 | 5                                  | 12                                 | 1                                  | 2                                  | 8                                  | 1                                  | 4                                  | 1                                  |  |
| #4 フォイト                        | 11                                 | 17                                 | 11                                 | 10                                 | 17                                 | 16                                 | 15                                 | 13                                 | 18                                 | 21                                 | 19                                 | 13                                 | 23                                 | 8                                  |  |
| #5 アロー・マクラーレンSP          | 12                                 | 8                                  | 8                                  | 2P                                 | 4                                  | 12                                 | 6                                  | 3                                  | 2                                  | 11                                 | 9                                  | 22                                 | 5                                  | 2                                  |  |
| #7 アロー・マクラーレンSP          | 9                                  | 23                                 | 15                                 | 21                                 | 3                                  | 6                                  | 22                                 | 14                                 | 17                                 | 19                                 | 15                                 | 20                                 | 21                                 | 16                                 |  |
| #12 ペンスキー                     | 13                                 | 19P                                | 2                                  | 11                                 | 21                                 | 2                                  | 12                                 | 17P                                | 3                                  | 1P                                 | 7                                  | 6                                  | 1                                  | 23P                                |  |
| #14 フォイト                       | 10                                 | 20                                 | 20                                 | 20                                 | 18                                 | 11                                 | 16                                 | 9                                  | 19                                 | 22                                 | 21                                 | 21                                 | 18                                 | 4                                  |  |
| #20 エド・カーペンター・レーシング | 5                                  | 11                                 | 21                                 | 18                                 | 15                                 | 23                                 | 19                                 | 20                                 | 21                                 | 13                                 | 16                                 | 12                                 | 20                                 | 17                                 |  |
| #21 エド・カーペンター・レーシング | 21                                 | 5                                  | 13                                 | 14                                 | 20                                 | 17                                 | 17                                 | 6                                  | 4                                  | 8                                  | 11                                 | 3P                                 | 17                                 | 15                                 |  |
| #22 ペンスキー                     | 2                                  | 3                                  | 12                                 | 13                                 | 1                                  | 4                                  | 18                                 | 19                                 | 16                                 | 18                                 | 6                                  | 16                                 | 10                                 | 6                                  |  |
| #59 カーリン                       | 6                                  | 15                                 | 17                                 | 15                                 | 8P                                 | 13                                 | 14                                 | 10                                 | 8                                  | 16                                 | 13                                 | 11                                 | 19                                 | 12                                 |  |
|                                    |                                    |                                    |                                    |                                    |                                    |                                    |                                    |                                    |                                    |                                    |                                    |                                    |                                    |                                    |  |
| フィニッシュ                       | 75                                 | 65                                 | 64                                 | 62                                 | 85                                 | 90                                 | 58                                 | 63                                 | 90                                 | 90                                 | 54                                 | 85                                 | 82                                 | 90                                 |  |
| ポールボーナス                     | 1                                  | 1                                  | 1                                  | 1                                  | 1                                  | 1                                  | -                                  | 1                                  | -                                  | 1                                  | -                                  | 1                                  | 1                                  | 1                                  |  |
| 優勝ボーナス                       | -                                  | -                                  | -                                  | -                                  | 5                                  | 5                                  | -                                  | -                                  | 5                                  | 5                                  | -                                  | 5                                  | 5                                  | 5                                  |  |
|                                    |                                    |                                    |                                    |                                    |                                    |                                    |                                    |                                    |                                    |                                    |                                    |                                    |                                    |                                    |  |
| 合計ポイント                       | 76                                 | 66                                 | 65                                 | 63                                 | 91                                 | 96                                 | 58                                 | 64                                 | 95                                 | 96                                 | 54                                 | 91                                 | 88                                 | 96                                 |  |
| ホンダ                             |                                    |                                    |                                    |                                    |                                    |                                    |                                    |                                    |                                    |                                    |                                    |                                    |                                    |                                    |  |
| #8 チップ・ガナッシ                | 18                                 | 6                                  | 10                                 | 4                                  | 9                                  | 9                                  | 23                                 | 5                                  | 23                                 | 15                                 | 5                                  | 10                                 | 15                                 | 7                                  |  |
| #9 チップ・ガナッシ                | 1                                  | 1                                  | 1                                  | 12                                 | 2                                  | 5                                  | 2                                  | 1                                  | 5                                  | 10                                 | 10                                 | 9                                  | 8                                  | 3                                  |  |
| #10 チップ・ガナッシ               | 19                                 | 14                                 | 18                                 | 1                                  | 14                                 | 15                                 | 10                                 | 8                                  | 7                                  | 6                                  | 22                                 | 5                                  | 11                                 | 18                                 |  |
| #15 レイホール                     | 17                                 | 2                                  | 7                                  | 23                                 | 12                                 | 3                                  | 3                                  | 18                                 | 20                                 | 4                                  | 4                                  | 7                                  | 7                                  | 9                                  |  |
| #18 デイル・コイン                 | 20                                 | 9                                  | 6                                  | 6                                  | 13                                 | 18                                 | 4                                  | 16                                 | 10                                 | 14                                 | 14                                 | 15                                 | 12                                 | 22                                 |  |
| #26 アンドレッティ                 | 4                                  | 13                                 | 16                                 | 16                                 | 23                                 | 20                                 | 13                                 | 21                                 | 22                                 | 20                                 | 17                                 | 14                                 | 13                                 | 14                                 |  |
| #27 アンドレッティ                 | 15                                 | 22                                 | 19                                 | 3                                  | 6                                  | 8                                  | 20                                 | 22                                 | 14                                 | 3                                  | 2                                  | 2                                  | 3                                  | 21                                 |  |
| #28 アンドレッティ                 | 8                                  | 12                                 | 4                                  | 22                                 | 16                                 | 22                                 | 9                                  | 7                                  | 11                                 | 5                                  | 3                                  | 19                                 | 16                                 | 5                                  |  |
| #30 レイホール                     | DNS                                | 10                                 | 9                                  | 8                                  | 10                                 | 21                                 | 1                                  | 2                                  | 9                                  | 17                                 | 18                                 | 18                                 | 14                                 | 10                                 |  |
| #55 デイル・コイン                 | 22                                 | 18                                 | 3                                  | 7                                  | 11                                 | 14                                 | 21                                 | 15                                 | 12                                 | 12                                 | 23                                 | 17                                 | 9                                  | 13                                 |  |
| #60 メイヤー・シャンク             | 16                                 | 16                                 | 23                                 | 17                                 | 7                                  | 7                                  | 8                                  | 11                                 | 13                                 | 7                                  | 12                                 | 8                                  | 6                                  | 19                                 |  |
| #88 アンドレッティ                 | 7                                  | 4                                  | 5                                  | 5                                  | 19                                 | 19                                 | 7                                  | 4                                  | 6                                  | 9                                  | 1P                                 | 4                                  | 2                                  | 11                                 |  |
| #98 アンドレッティ                 | 14                                 | 21                                 | 22                                 | 19                                 | 22                                 | 10                                 | 11P                                | 23                                 | 15                                 | 23                                 | 20                                 | 23                                 | 22                                 | 20                                 |  |
|                                    |                                    |                                    |                                    |                                    |                                    |                                    |                                    |                                    |                                    |                                    |                                    |                                    |                                    |                                    |  |
| フィニッシュ                       | 82                                 | 90                                 | 85                                 | 85                                 | 68                                 | 65                                 | 90                                 | 90                                 | 58                                 | 67                                 | 90                                 | 72                                 | 75                                 | 65                                 |  |
| ポールボーナス                     | -                                  | -                                  | -                                  | -                                  | -                                  | -                                  | 3                                  | -                                  | 1                                  | -                                  | 1                                  | -                                  | -                                  | -                                  |  |
| 優勝ボーナス                       | 5                                  | 5                                  | 5                                  | 5                                  | -                                  | -                                  | 5                                  | 5                                  | -                                  | -                                  | 5                                  | -                                  | -                                  | -                                  |  |
|                                    |                                    |                                    |                                    |                                    |                                    |                                    |                                    |                                    |                                    |                                    |                                    |                                    |                                    |                                    |  |
| 合計ポイント                       | 87                                 | 95                                 | 90                                 | 90                                 | 68                                 | 65                                 | 98                                 | 95                                 | 59                                 | 67                                 | 96                                 | 72                                 | 75                                 | 65                                 |  |

## 参照
1. ↑  “INDYCAR Announces Plan For Cockpit Protection Innovation”. IndyCar.com.  IndyCar Series (2019年5月24日). 2019年5月24日閲覧。
2. ↑  “INDYCAR, IMS Acquired by Penske Corporation”. IndyCar.com.   Brickyard Trademarks, Inc. (2019年11月4日). 2019年11月4日閲覧。
3. ↑  “Penske Corp. completes acquisition of INDYCAR, IMS and IMS Productions”. IndyCar.com.  IndyCar Series (2020年1月6日). 2020年1月6日閲覧。
4. 1 2  “Charlie Kimball and Novo Nordisk join A.J. Foyt Racing for the 2020 NTT IndyCar Series Season” (英語). www.foytracing.com. 2020年1月22日閲覧。
5. 1 2  “Kanaan looking to sign off on a high note” (英語). www.racer.com (2020年1月30日). 2020年1月30日閲覧。
6. 1 2  Brown, Nathan (2020年2月4日). “Sebastien Bourdais, rookie Dalton Kellett to join Tony Kanaan in A.J. Foyt Racing's No. 14 car in 2020”. Indystar.com.  Gannett Company. 2020年2月4日閲覧。
7. ↑  “Zach Veach signs with Andretti Autosport through 2020”. www.motorsport.com. 2019年5月28日閲覧。
8. 1 2  Pruett, Marshall (2020年9月23日). “Veach parts with Andretti ahead of Harvest GP”. Racer.com.   Racer Media & Marketing, Inc.. 2020年9月23日閲覧。
9. 1 2  Pruett, Marshall (2020年9月25日). “Hinchcliffe takes Veach’s Andretti seat”. Racer.com.   Racer Media & Marketing, Inc.. 2020年9月25日閲覧。
10. ↑  “Rossi and Honda re-sign with Andretti Autosport” (英語). www.motorsport.com. 2019年7月28日閲覧。
11. ↑  “Andretti Autosport re-signs Ryan Hunter-Reay, DHL”. www.motorsport.com. 2019年5月28日閲覧。
12. 1 2  “Andretti Autosport | JAMES HINCHCLIFFE RETURNS TO ANDRETTI AUTOSPORT FOR THREE INDYCAR RACES”. Andretti Autosport. 2020年2月19日閲覧。
13. ↑  “Herta to join Andretti in fifth Steinbrenner-backed entry in 2020” (英語). Racer.com (2019年9月20日). 2019年9月20日閲覧。
14. ↑  Fair, Asher (2018年8月16日). “IndyCar: Marco Andretti to return to Andretti Herta Autosport in 2019” (英語). Beyond the Flag. 2019年5月28日閲覧。
15. 1 2 3  Malsher, David (2019年8月9日). “McLaren returns to IndyCar full-time partnering with Arrow SPM”. Motorsport.com.  Motorsport Network. 2019年8月9日閲覧。
16. 1 2 3  “ARROW MCLAREN SP CONFIRMS O'WARD, ASKEW FOR 2020 SEASON”. IndyCar.com.  INDYCAR (2019年10月30日). 2019年10月30日閲覧。
17. 1 2  “Askew withdraws from IndyCar Harvest GP”. Arrowmclarensp.com. 2020年9月24日閲覧。
18. 1 2  “Arrow McLaren SP and Fernando Alonso join forces for 104th Indianapolis 500”.  Arrow McLaren SP. 2020年2月25日閲覧。
19. ↑  “#INDYCAR Welcome back, @ConorDaly22! We're excited to announce that Daly will be back w/Carlin in 2020 competing on all ovals except the #Indy500 in the No 59 @GallagherGlobal @TeamChevy w/teammate @MaxChilton already confirmed for all road/street courses &the 500 in the 59!”. 2020年3月10日閲覧。
20. ↑  “#INDYCAR He's backkkkkk! We're thrilled to announce that @maxchilton is back for his 5th @IndyCar season w/ @GallagherGlobal piloting the No. 59 #GallagherRacing @TeamChevy on all road/street courses in 2020 and the 104th Running of the #Indy500 at @ims! See you soon, @COTA!” (英語). (2020年2月7日)
21. 1 2  “Chip Ganassi Racing to Field Third NTT IndyCar Series Entry with Marcus Ericsson in 2020” (英語) (2019年10月8日). 2019年10月8日閲覧。
22. ↑  “Dixon to stay with Ganassi for 2019” (英語). RACER. (2018年8月13日) 2018年8月13日閲覧。
23. ↑  https://racer.com/2020/08/06/ware-byrd-coyne-partnership-fields-davison-at-indy-500/
24. 1 2  “Alex Palou joins Dale Coyne Racing with Team Goh for 2020 IndyCar Season”. Dalecoyneracing.com (デイル・コイン・レーシング). (2019年12月19日)
25. 1 2  “Ferrucci to Drive No. 18 SealMaster Dale Coyne Racing with Vasser-Sullivan Entry for 2020 NTT IndyCar Season” (2020年1月23日). 2020年1月23日閲覧。
26. 1 2  Pruett, Marshall (2019年12月24日). “DragonSpeed to run six-race IndyCar program in 2020”. Racer.com
27. ↑  Pruett, Marshall. “DragonSpeed confirms Indy 500 entry”. Racer.com. 2020年8月8日閲覧。
28. 1 2  “Dreyer & Reinbold expands IndyCar program for 2020”. RACER (2020年1月7日). 2020年1月7日閲覧。
29. ↑  Pruett, Marshall (2020年2月21日). “UPDATED: Citrone/Buhl Autosport plan IndyCar return”. RACER. 2020年2月21日閲覧。
30. 1 2  Brown, Nathan (2020年1月9日). “Dreyer and Reinbold Racing increasing IndyCar race count: 'We've got a lot to learn'”. IndyStar. 2020年1月10日閲覧。
31. ↑  “Dreyer and Reinbold Racing enters Karam in GMR Grand Prix”. IndyCar.com. 2020年6月23日閲覧。
32. ↑  “Karam rejoins D&R Racing for IndyCar Harvest GP”. Racer.com. 2020年9月22日閲覧。
33. ↑  “Still some gaps in field of 33 ahead of Indy 500” (英語). RACER (2020年7月27日). 2020年7月27日閲覧。
34. ↑  “IndyCar: Ed Carpenter addresses retirement rumor” (英語). Beyond the Flag (2019年11月20日). 2020年8月1日閲覧。
35. 1 2 3  “Daly lands ECR road course seat” (英語). RACER (2019年12月9日). 2019年12月9日閲覧。
36. ↑  Vording, Ronald (2019年11月20日). “Officieel: Van Kalmthout debuteert volgend jaar in IndyCar”. Motorsport.com. 2019年11月20日閲覧。
37. ↑  “Conor Daly's Indy 500 Colors Revealed”. 2020年5月15日閲覧。
38. ↑  Malsher, David (2019年11月9日). “Meyer Shank goes full-time for 2020 with Andretti alliance”. Motorsport.com. 2019年11月12日閲覧。
39. ↑  Pruett, Marshall (2019年8月7日). “RLL closing in on third car”. Racer.com.   Racer.com. 2019年8月7日閲覧。
40. ↑  “Rahal extends contract with RLLR in five-year deal” (英語). Motorsport.com.  Motorsport Network. 2019年5月28日閲覧。
41. ↑  “RLLR retains Sato for 2020 IndyCar season”. Motorsport.com.  Motorsport Network (2019年9月21日). 2019年9月21日閲覧。
42. ↑  Pruett, Marshall (2020年2月27日). “Pigot returns with Rahal, Buhl for Indy GP and 500” (英語). RACER 2020年2月27日閲覧。
43. ↑  Brown, Nathan (2020年2月27日). “Spencer Pigot lands with Rahal Letterman Lanigan, Citrone/Buhl for two-race month of May deal” (英語). IndyStar 2020年2月27日閲覧。
44. 1 2  Fair, Asher (2018年10月2日). “IndyCar: What we know about the 2019 driver lineup” (英語). Beyond the Flag. 2019年5月28日閲覧。
45. ↑  Fryer, Jenna. “Confirmed by @h3lio: he's a go for Indy road course, 500 and will test windscreen at COTA next month.”. 2020年1月2日閲覧。
46. ↑  Malsher-Lopez, David. “Penske considering McLaughlin for IndyCar races in 2020”. 2020年1月14日閲覧。
47. 1 2  “McLaughlin to make Penske IndyCar debut at St. Pete”. チーム・ペンスキー (Penske System, Inc.). (2020年9月17日) 2020年9月17日閲覧. "McLaughlin will pilot the No. 3 Shell V-Power Nitro+ Dallara/Chevrolet at the Firestone Grand Prix of St. Petersburg..."
48. ↑  Malsher, David (2019年5月27日). “Penske confirms Indy 500 winner Pagenaud will stay on in 2020” (英語). Motorsport.com 2019年5月27日閲覧。
49. ↑  Fair, Asher (2019年8月1日). “IndyCar: Arrow Schmidt Peterson Motorsports to continue with two full-time cars in 2020” (英語). Beyond the Flag. 2019年9月5日閲覧。
50. ↑  Malsher, David. “Arrow McLaren SP approaches IndyCar with "humility and ambition"”. 2019年10月26日閲覧。
51. ↑  “Andretti Autosport confirms Herta/HSR deal”.   Racer.com (2019年9月21日). 2019年9月23日閲覧。
52. ↑  “AutoNation, SiriusXM and Meyer Shank Racing Ready for Full 2020 NTT IndyCar Season” (2019年11月8日). 2019年11月8日閲覧。
53. ↑  Pruett, Marshall (2019年8月30日). “DragonSpeed targeting 10 IndyCar races in 2020”. RACER. 2019年8月30日閲覧。
54. ↑  “Hanley, DragonSpeed set for St. Pete race”. IndyCar.com (2020年1月13日). 2020年1月13日閲覧。
55. ↑  Malsher-Lopez, David (2020年5月21日). “DragonSpeed reveals revised plans for IndyCar, IMSA, ELMS”. Motorsport.com (Motorsport Network) 2020年6月3日閲覧。
56. ↑  “Spencer Pigot to Compete in the GMR Grand Prix and Indy 500 for Rahal Letterman Lanigan Racing With Citrone/Buhl Autosport”.   Rahal.com. 2020年2月27日閲覧。
57. ↑  Pruett, Marshall (2020年6月2日). “Carlin's No. 31 Chevy parked for Texas opener”. Racer (Racer Media & Marketing, Inc.) 2020年6月2日閲覧。
58. ↑  Pruett, Marshall (2019年10月8日). “Ericsson confirmed for third Ganassi IndyCar in 2020”.   Racer.com. 2019年10月8日閲覧。
59. ↑  Malsher, David (2019年11月15日). “Pigot loses his ride with Ed Carpenter Racing”. Motorsport.com. 2019年11月15日閲覧。
60. ↑  “VeeKay confirmed at ECR”. 2019年11月20日閲覧。
61. ↑  “Bourdais out at Coyne” (英語). RACER (2019年11月22日). 2019年11月22日閲覧。
62. ↑  Lloyd, Daniel (2019年11月22日). “Barbosa, Bourdais to Drive JDC-Miller Cadillac DPi”. SportsCar365.com.   John Dagys Media, LLC.. 2019年11月22日閲覧。
63. ↑  Errington, Tom (2019年12月11日). “WRT Audi adds IndyCar racer to all-new DTM line-up”. Motorsport.com.  Motorsport Network. 2019年12月11日閲覧。
64. ↑  Eubanks, Michael (2020年3月10日). “Conor Daly to run four races for Carlin in expansion to full season”.  NBC Sports. 2020年3月10日閲覧。
65. ↑  “Bourdais, Kellett complete Foyt driver lineup” (英語). IndyCar.com. 2020年2月4日閲覧。
66. ↑  “Supercars star McLaughlin set for Indy GP with Penske” (英語). RACER (2020年2月5日). 2020年2月5日閲覧。
67. ↑  Fryer, Jenna [@JennaFryer] (2020年3月27日). "Just talked to Roger Penske, one tidbit of the conversation: @smclaughlin93 will no longer make his #IndyCar debut on IMS road course due to disrupted schedule. Not enough practice time, too hectic of a weekend. But, catch him tomorrow virtually race virtual Watkins Glen!". 2020年3月28日時点のオリジナルよりアーカイブ。X（旧Twitter）より2020年3月27日閲覧。
68. ↑  “Nasr completes Carlin IndyCar line-up for St Petersburg” (英語). RACER (2020年3月10日). 2020年3月10日閲覧。
69. ↑  “IndyCar 2020: Richmond part of 17-race schedule”. IndyCar Series (Brickyard Trademarks, Inc.). (2019年9月1日) 2019年9月1日閲覧。
70. 1 2  “NTT IndyCar Series Season Kicks Off June 6 at Texas Motor Speedway”. IndyCar Series (INDYCAR, LLC). (2020年5月7日) 2020年5月8日閲覧。
71. ↑  “Texas' INDYCAR race adds Genesys sponsorship”. 2020年2月26日閲覧。
72. ↑  “Indianapolis Motor Speedway road race lands title sponsor”. 2019年12月10日閲覧。
73. ↑  “Toronto notes: Honda Canada extends sponsorship through 2020”. IndyCar.com. 2017年7月17日閲覧。
74. ↑  https://www.roadamerica.com/rev-group-grand-prix-presented-amr-doubleheader
75. 1 2  “DOUBLEHEADERS AT IOWA, LAGUNA SECA, THIRD EVENT AT IMS HIGHLIGHT UPDATED INDYCAR CALENDAR”. 2020年4月6日閲覧。
76. ↑  “Race Schedule”. IndyCar.com. 2020年4月21日閲覧。
77. 1 2  “IndyCar schedule: Road America moves, adds doubleheader with loss of Richmond, Toronto”. 2020年5月20日閲覧。
78. ↑  https://www.sportingnews.com/us/motorsports/news/indycar-schedule-2020-races-dates/vpkjasvqp26g18lypnldh71bg
79. ↑  https://www.iowaspeedway.com/events-schedule/
80. ↑  https://www.wwtraceway.com/wp-content/uploads/2020/08/2020-Bommarito-Mega-Weekend-Event-Map-WWTR-Fan-Edition-Fri.pdf
81. ↑  Latest official schedule updates from IndyCar
82. 1 2  “Mid-Ohio rescheduled for September 12-13”. IndyCar Series (Brickyard Trademarks, Inc.). (2020年9月5日) 2020年9月5日閲覧。
83. ↑  “IndyCar St Pete to run behind closed doors; condensed schedule”. RACER (2020年3月12日). 2020年3月13日閲覧。
84. ↑  “IndyCar cancels opener, races through April”. ESPN.com (2020年3月13日). 2020年4月11日閲覧。
85. ↑  “Indy road course set for July 4 NASCAR-IndyCar doubleheader” (英語). NASCAR.com (2020年3月26日). 2020年4月2日閲覧。
86. ↑  “Could Tony Stewart attempt four races during the Brickyard weekend? 'Get me the good rides'”. Indianapolis Star (2020年3月27日). 2020年4月2日閲覧。
87. ↑  “IndyCar calendar undergoes massive overhaul in response to coronavirus”. Indianapolis Star (2020年3月26日). 2020年3月27日閲覧。
88. ↑  “Michigan Gov. Gretchen Whitmer extends coronavirus stay-at-home order through April 30”. mlive (2020年4月9日). 2020年4月11日閲覧。
89. ↑  “Detroit Grand Prix had no choice but to cancel in 2020. Here's why”. Detroit Free Press (2020年4月6日). 2020年4月11日閲覧。
90. ↑  Brown, Nathan (2020年4月6日). “IndyCar's latest schedule change: three races added, including one at IMS; Detroit canceled”. Indianapolis Star. 2020年4月11日閲覧。
91. ↑  Ryan, Nate (2020年5月7日). “IndyCar will open 2020 season at Texas without fans in one-day event”. Motorsports on NBC (NBC Sports) 2020年5月8日閲覧。
92. ↑  Pruett, Marshall (2020年5月27日). “Tire stint limit implemented for IndyCar's Texas return”. Racer (Racer Media & Marketing, Inc.) 2020年6月1日閲覧。
93. ↑  Martin, Bruce (2017年6月23日). “Teams unhappy with IndyCar's competition cautions at Texas”. Autoweek (Crain Communications) 2020年6月1日閲覧。
94. ↑  “Firestone Grand Prix of St. Petersburg set for Oct. 25 as 2020 INDYCAR season finale”. IndyCar.com. 2020年5月13日閲覧。
95. 1 2  “Toronto City cancellations prompt IndyCar race postponement”. racer.com (2020年5月15日). 2020年5月15日閲覧。
96. ↑  “INDYCAR Announces Updated 2020 Series Schedule”. 2020年5月21日閲覧。
97. ↑  “COVID-19 Response Update”. 2020年5月21日閲覧。
98. ↑  https://www.indycar.com/News/2020/07/07-15-Iowa-FAQ
99. ↑  https://www.indianapolismotorspeedway.com/news-multimedia/news/2020/07/21/25-percent-attendance-anticipated-masks-to-be-mandatory
100. ↑  NBCSports: IndyCar cancels Portland & Laguna Seca, converts events at Gateway & IMS Road Course to doubleheaders
101. ↑  Official Statement from Mid-Ohio Sports Car Course
102. ↑  IndyCar latest official schedule updates
103. ↑  “Official Statement From INDYCAR”. IndyCar.com. 2020年3月13日閲覧。
104. ↑  “2020: Latest Schedule Updates”. IndyCar Series (Brickyard Trademarks, Inc.) 2020年3月18日閲覧. "The Grand Prix Association of Long Beach today announced that it will not be able to conduct the 2020 Acura Grand Prix of Long Beach at a date later in the year."
105. ↑  IndyCar Portland race to be cancelled with Mid-Ohio made a double-header
106. ↑  “2019 NTT IndyCar Series Official Rule Book”.   IndyCar Series (2019年3月1日). 2019年3月10日閲覧。
107. ↑  “2020 NTT IndyCar Series Official Rule Book”.   IndyCar Series (2020年2月24日). 2020年2月25日閲覧。